# ヴィゾーヴニル
ヴィゾーヴニル（古ノルド語: Víðófnir, 「木の蛇」の意）とは、北欧神話に登場する雄鶏である。ヴィゾープニル（古ノルド語: Víðópnir）、ヴィドフニル（英語: Vidofnir）などとも。
エッダ詩『フョルスヴィーズルの言葉』によると、ヴィゾーヴニルはユグドラシルの最も高い枝に留まっており、その輝く身体でユグドラシルを明るく照らしだしているという。この物語のなかでスヴィプダグルは館リュルに入るためにヴィゾーヴニルの肉が必要であることを知るが、ヴィゾーヴニルを唯一殺せる武器レーヴァテインを手に入れるためにはヴィゾーヴニルの尾羽が必要であるという、堂々巡りの謎掛けを出されることとなる。
ヴィゾーヴニルは『巫女の予言』に登場する2羽の鶏、フィアラルとグリンカムビのどちらかと同じ存在ではないか、という意見もある。